# Monts Tanggula
Les monts Tanggula (chinois : 唐古拉山脉 ; pinyin : tánggǔlā shānmài ; litt. « chaîne de montagne Tanggula », Tanggula étant la translittération phonétique du terme tibétain en chinois), aussi appelés monts Dangla (tibétain : གདང་ལ་།, Wylie : gdang la, pinyin tibétain : dang la, dialecte de Lhassa API : mont au-dessus des plateaux), sont une chaîne de montagnes entre la région autonome du Tibet. Ils sont situés sur le Plateau tibétain et leur crête principale a une hauteur d'une moyenne de 5 000 mètres. Ils culminent au Geladaindong à une altitude de 6 621 mètres au sud-ouest de la province du Qinghai. Le fleuve Yangtze et le Mékong prennent leur source dans cette chaîne de montagnes. Le col de Tanggula soutient le plus haut chemin de fer du monde à 5 072 mètres d'altitude.

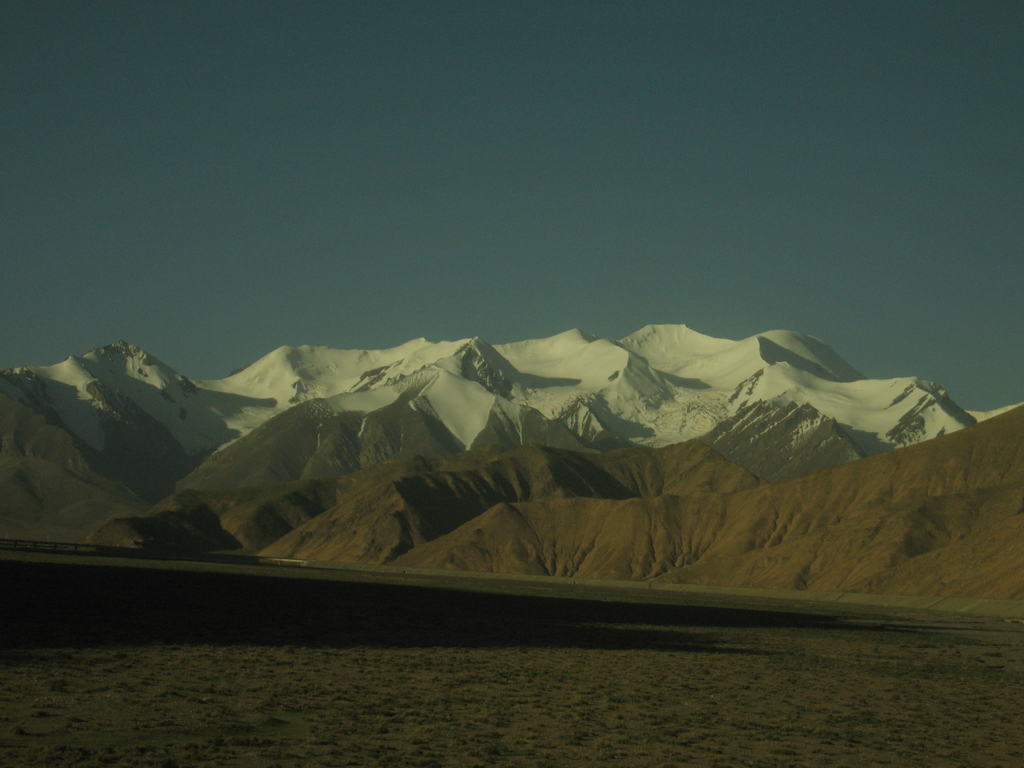
Vue des monts Tanggula depuis le Qinghai.

La ligne ferroviaire Qing-Zang et la route nationale 109, également appelée route publique Qing-Zang (青藏公路), la traversent pour lier les deux régions limitrophes.